# Sirathu
Sirathu là một thị xã và là một nagar panchayat của quận Kaushambi thuộc bang Uttar Pradesh, Ấn Độ.

## Địa lý
Sirathu có vị trí 25°39′B 81°19′Đ / 25,65°B 81,32°Đ Nó có độ cao trung bình là 85 mét (278 feet).

## Nhân khẩu
Theo điều tra dân số năm 2001 của Ấn Độ, Sirathu có dân số 12.208 người. Phái nam chiếm 52% tổng số dân và phái nữ chiếm 48%. Sirathu có tỷ lệ 53% biết đọc biết viết, thấp hơn tỷ lệ trung bình toàn quốc là 59,5%: tỷ lệ cho phái nam là 63%, và tỷ lệ cho phái nữ là 42%. Tại Sirathu, 17% dân số nhỏ hơn 6 tuổi.